# Dembancané
Dembakané (ou Dembankané ou Dembancané) est une commune depuis juillet 2008 de l'est du Sénégal, située dans le département de Kanel et la région de Matam, à 45 km de Bakel.

## Géographie
La commune se trouve à proximité du fleuve Sénégal et de la frontière avec la Mauritanie, elle est traversée par la route nationale N2 qui relie Bakel à Matam (puis Saint-Louis).  
À vol d'oiseau, les localités les plus proches sont : Bokeladji, Yerma, Woumpou, Gourel Kotche, Serouka, Yassine Lake.

## Histoire
Selon une source officielle, le village de Dembancane à majorité soninké comptait 5 773 habitants et 584 ménages, avant la création de la commune qui inclut désormais d'autres villages (Verma).
Les langues parlées sont : le soninké (majoritaire), le pular, et le français. il fut créé par Niaky Diélé Soumaré venant de Wompou.

## Infrastructures
Il y a les structures suivantes : un Centre de santé comprenant un dispensaire et une maternité, une école maternelle, deux écoles élémentaires publiques, une école arabe, un collège d'enseignement moyen, un Lycée, un bureau de poste, une pharmacie, deux forages, un marché et un poste de police. Depuis l'année scolaire 2009-2010, le collège a été érigé en Lycée, une Maison d'hôtes ouverte en mars  2020 avec 4 chambres d'hôtes nommée Dembancane Maison d'hôtes.